# Kirchweidach

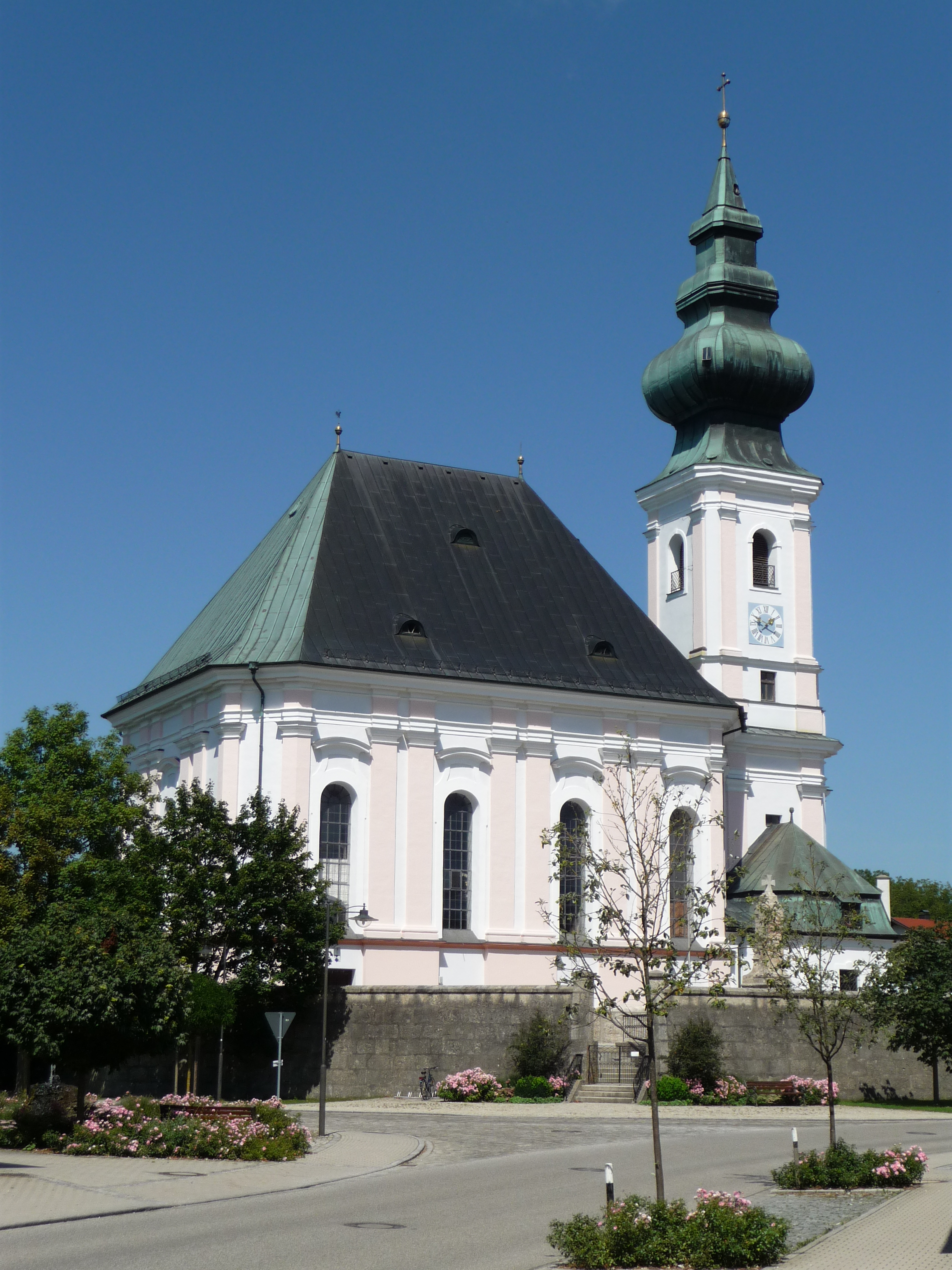
Die Pfarrkirche St. Vitus

Kirchweidach (bairisch: Kiaweidá) ist eine Gemeinde im oberbayerischen Landkreis Altötting. Das gleichnamige Pfarrdorf ist Hauptort der Gemeinde und Sitz der Verwaltungsgemeinschaft.

## Gemeindegliederung
Es gibt 54 Gemeindeteile:
- Aderleiten
- Aich
- Amersberg
- Berg
- Berreit
- Biburg
- Bicheln
- Birnbaum
- Bonau
- Brandhub
- Brunnhof
- Edenberg
- Edt
- Erdlehen
- Fehenberg
- Feller
- Gatterstall
- Glocken
- Grub
- Gutendorf
- Haid
- Halla
- Harl
- Hart
- Hochholzen
- Hütting
- Kielhub
- Kirchweidach
- Kräuburg
- Lenzau
- Mitterau
- Mitterwinkl
- Neukirchen a.d.Alz
- Niederau
- Niederhofen
- Oberaign
- Oberleiten
- Oberwinkl
- Rabensberg
- Reisachberg
- Röckenwagen
- Roidham
- Schachen
- Scharrn
- Schlehberg
- Stein
- Steinberg
- Stelzenberg
- Strohhof
- Thann
- Wagenhofen
- Wiesen
- Zaunreit
- Zweck

## Geschichte
Urkundlich genannt ist Kirchweidach erstmals im Notitia Arnonis als ad Uuidaha um 788. Der Ortsname geht wohl auf das althochdeutsche Wort wîdahi (Weidengebüsch) und der dort dann seit dem 8. Jahrhundert nachgewiesenen Kirche zurück. In den Jahren 1203/04 wird der Ort als Widach, 1340 Chirchweidach benannt. Es gehörte stets zum Herzogtum Bayern, und zwar zur Herrschaft Wald. Kirchweidach wurde im Zuge der Verwaltungsreformen in Bayern 1818 eine selbständige politische Gemeinde, die bis 1870 den Namen Kichweihdach trug. 1896 wurde die Kirchenfiliale Kirchweidach von der Mutterpfarrei Feichten an der Alz abgetrennt und zur selbstständigen Pfarrei erhoben. Am 1. Januar 1978 erfolgte die Eingemeindung der Ortsteile Aderleiten, Berg, Biburg, Brandhub, Feller, Grub, Hütting, Kielhub, Mitterwinkl, Neukirchen, Niederhofen, Oberwinkl, Reisachberg, Schachen, Wagenhofen und Wiesen aus der aufgelösten Gemeinde Hirten. Seit 1. Mai 1978 ist Kirchweidach der Sitz der Verwaltungsgemeinschaft Kirchweidach bestehend aus den selbstständigen Gemeinden Kirchweidach, Feichten an der Alz, Halsbach und Tyrlaching.
Sehenswert in Kirchweidach ist die roséfarbene barocke Pfarrkirche St. Vitus. Zweiter Schutzpatron der Kirche und der Gemeinde ist Leonhard, zu dessen Ehren Anfang November alljährlich der weithin bekannte Leonhardiritt veranstaltet wird, zu dem Reiter aus einem weiten Umkreis kommen, um ihre Pferde segnen zu lassen.
Nationale und Internationale Aufmerksamkeit löst die Gemeinde seit dem Jahr 2010 mit dem örtlichen Tiefengeothermieprojekt aus.
Im Jahr 2021 ist die Gemeinde Kirchweidach mit dem Gütesiegel Heimatdorf vom Bayerischen Staatsministerium für Finanzen und Heimat ausgezeichnet worden.

### Einwohnerentwicklung
Zwischen 1988 und 2018 wuchs die Gemeinde von 1721 auf 2629 um 908 Einwohner bzw. um 52,8 %.

## Politik

### Gemeinderat
Nach den letzten Kommunalwahlen am 15. März 2020 hat der Gemeinderat 14 Mitglieder. Die Wahlbeteiligung lag bei 56,5 % (2014: 53,2 %). Die Wahl brachte folgendes Ergebnis:
|  | CSU/Unabhängige Wähler                     | 11 Sitze | (78,7 %) |
|  | SPD/Kommunalpolitisch interessierte Bürger | 3 Sitze  | (21,3 %) |

Die Sitzverteilung hat sich gegenüber 2014 nicht geändert. Weiteres Mitglied und Vorsitzender des Gemeinderates ist der Bürgermeister.

### Bürgermeister
Robert Moser (CSU) ist seit 1. Mai 2020 Erster Bürgermeister. Dieser wurde ohne Gegenkandidat mit 92,8 % der Stimmen gewählt. Sein Vorgänger Johann Krumbachner (CSU/Unabhängige Wähler) war zwölf Jahre von 2008 bis 2020 im Amt.

### Wappen
| Wappen der Gemeinde Kirchweidach | Blasonierung: „Gespalten von Blau und Silber; vorne ein nach unten geöffnetes goldenes Hufeisen, aus dem ein goldenes Kreuz wächst, hinten eine schwarze Weide mit grünen Zweigen.“ |
| Wappen der Gemeinde Kirchweidach | Wappenbegründung: Die Weide redet für den Gemeindenamen, der als „Uuidaha“ (Ort bei den Weiden) schon 790 als Siedlung mit sechs Höfen urkundlich nachweisbar ist. Das Hufeisen nimmt Bezug auf die besondere Verehrung des heiligen Leonhard in Kirchweidach; der Leonhardiritt mit Markt wird seit dem Jahr 1714, als Viehseuchen, Pest und Hungersnot die Menschen quälten, jährlich durchgeführt und ist ein besonderes Ereignis im öffentlichen Leben. Das Kreuz auf dem Hufeisen versinnbildlicht die Kirche als beherrschenden Mittelpunkt der Ortschaft und redet zugleich für den Gemeindenamen. Dieses Wappen wird seit 1981 geführt. |

### Verwaltung
Die Gemeinde ist Mitglied der gleichnamigen Verwaltungsgemeinschaft.

## Kultur und Sehenswürdigkeiten
Der Leonhardiritt mit Markt wird seit dem Jahr 1714 durchgeführt, als Viehseuchen, Pest und Hungersnot die Menschen quälten, jährlich durchgeführt und ist ein besonderes Ereignis im öffentlichen Leben.
Überregionale Bekanntheit erfuhr das 1983 von Karl-Heinz Rückauf gegründete Café Libella, über das 1984 Rainald Goetz in der Zeitschrift Spex schrieb. 1987, nach eigenen Angaben 1989, zog das Lokal an seinen jetzigen Standort in Altenmarkt an der Alz.

## Verkehr

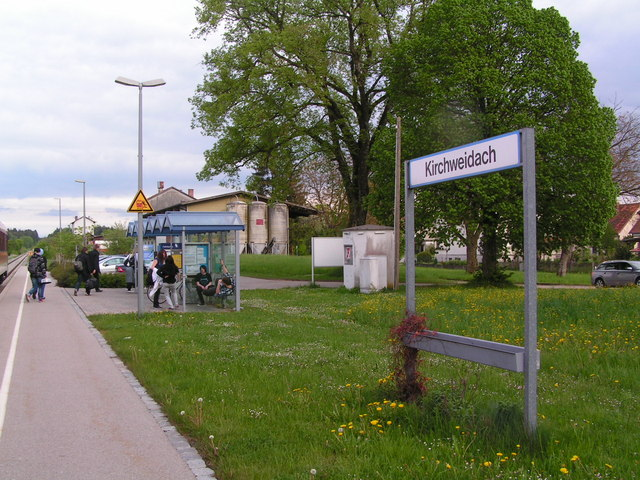
Haltepunkt Kirchweidach

Der Haltepunkt Kirchweidach liegt an der Bahnstrecke Mühldorf–Freilassing.

## Persönlichkeiten
- Sebastian Wieser (1879–1937), römisch-katholischer Geistlicher und Schriftsteller
- Matthäus Kaiser (1924–2011), römisch-katholischer Theologe und Kirchenrechtler
- Hermann Unterstöger (1943–2025), Journalist, Reporter und Kolumnist
- Walter Demmelhuber (* 1969), Wirtschaftswissenschaftler, universitärer Dozent, Aufsichtsratsvorsitzender und Vorstand von börsennotierten Unternehmen